# Vérémond d'Ivrée
Vérémond d'Ivrée  (930? -1011?) ou Warmond est un évêque d'Ivrée reconnu bienheureux par l'Église catholique.

## Biographie
Il est élu évêque d'Ivrée entre 983 et 984 par recommandation de l'empereur Otton Ier. Ivrée est à l'époque une ville piémontaise qui est alors le siège d'un important marquisat. En 969, il assiste au synode de Milanqui discute des diocèses du sud du Piémont dévastés par les incursions des Sarrasins. Il décide l'agrandissement et d'embellissement de la cathédraleet donne un nouvel élan donné au scriptorium dans lequel travaillent copistes et enlumineurs.
Le marquis Arduin, est soupçonné d'avoir fait assassiner l'évêque de Verceil en 997. Vérémond publie contre le marquis une excommunication, confirmée plus tard par le pape Sylvestre II, pour réaffirmer la liberté pleine et légitime de l'Église. Vérémond obtient de l'empereur Otton III la faculté d'administrer la justice, de percevoir les impôts, de mobiliser les troupes locales. Il assume donc le rôle de « comte-évêque » fidèle à l'empereur, un rôle alors répandu dans de nombreuses villes italiennes.
Vérémond accorde également d'importants privilèges à l'abbaye de Fruttuaria dirigée par Guillaume de Volpiano, comprenant l'importance qu'une telle institution peut avoir sur son diocèse. L'intense activité qu'il déploie est interrompue par son décès d'une année non précisée entre 1010 et 1014.

## Culte
Il est béatifié par Pie IX le 17 septembre 1857 en 1857 à la demande de Mgr Luigi Moreno, et sa fête fixée le 13 novembre. Ses reliques sont conservées dans la cathédrale de la ville.